# Greyfriars John Knox Church

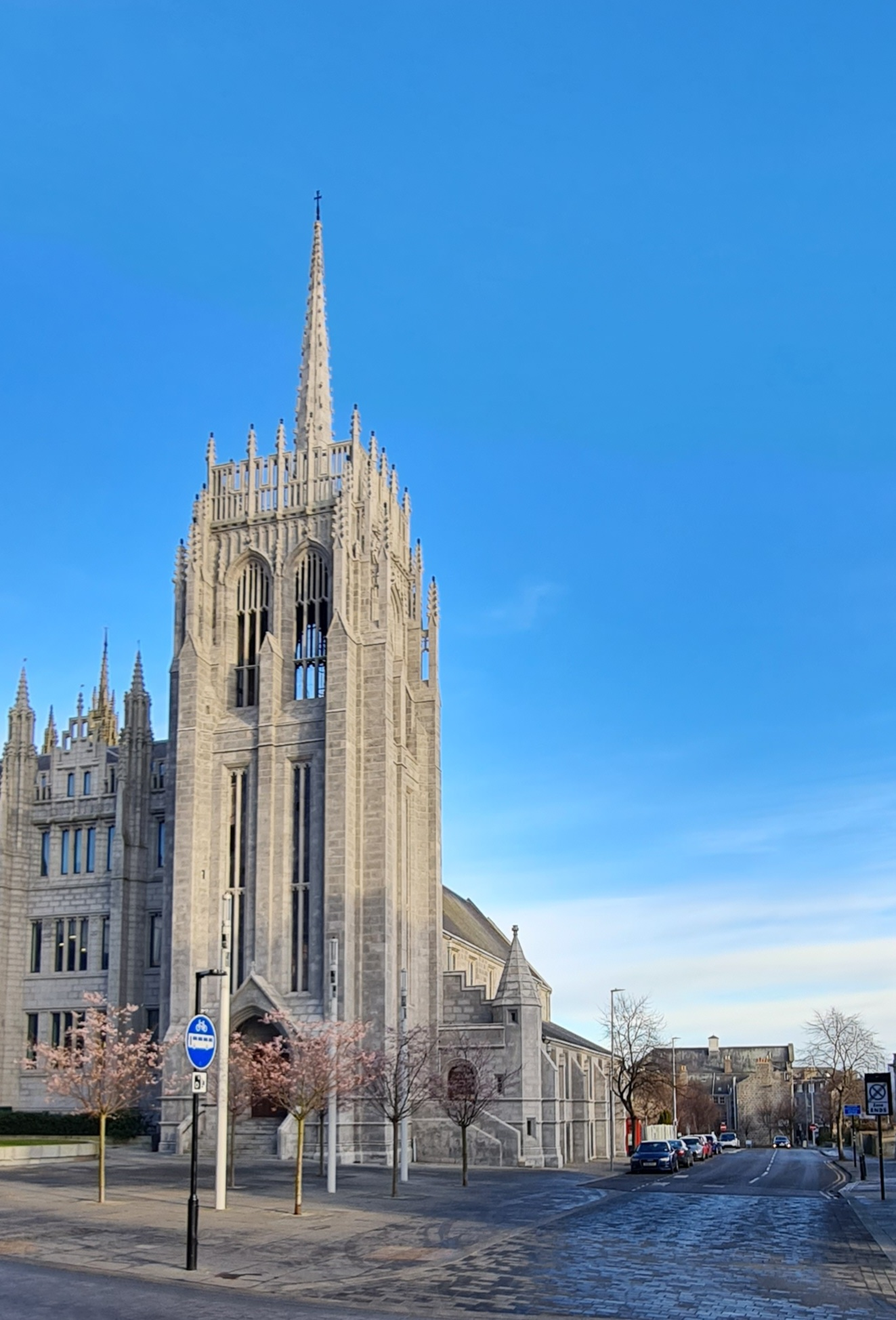
Greyfriars John Knox Church

Die Greyfriars John Knox Church ist ein ehemaliges Kirchengebäude der presbyterianischen Church of Scotland in der schottischen Stadt Aberdeen. 1967 wurde das Bauwerk in die schottischen Denkmallisten in die höchste Denkmalkategorie A aufgenommen.

## Geschichte
Die Kirche geht auf ein 1532 eingerichtetes Kollegiatstift der Minoriten (englisch Greyfriars) zurück. Das orthogonal zum heutigen Kirchenstandort befindliche Stift wurde in das 1593 gegründete Marischal College integriert. 1860 fusionierte das College mit dem älteren King’s College zur Universität Aberdeen. Zwischen 1893 und 1897 wichen die Gebäude des ehemaligen Marishal Colleges Neubauten. Da im Zuge der Bauarbeiten auch eine Erweiterung der Einrichtung geplant war, war der Abbruch des Kollegiatstifts erforderlich. Bedingung hierzu war die Errichtung einer neuen Kirche.
Mit der Gestaltung des Neubauten des Marischal Colleges sowie der Greyfriars John Knox Church wurde der bedeutende schottische Architekt Alexander Marshall Mackenzie betraut. Die Kirche wurde 1903 fertiggestellt und eröffnet. 2006 verschmolz die Kirchengemeinde mit jener der nahegelegenen Queen Street Church (ehemals North Church of St Andrew), womit die Greyfriars Church obsolet wurde. 2011 wurde das Gebäude in das Register gefährdeter denkmalgeschützter Bauwerke in Schottland eingetragen. 2022 wurde sein Zustand jedoch als gut bei gleichzeitig geringem Risiko eingestuft.

## Beschreibung
Die Greyfriars John Knox Church bildet das Südende des Marischal Colleges. Sie steht im historischen Stadtzentrum nahe dem Rathaus, der Advocates’ Hall und Provost Skene’s House. Analog den angrenzenden Universitätsgebäuden ist die neogotischen Greyfriars Church im Perpendicular Style ausgestaltet. Ihr Mauerwerk ist aus grauen Granitquadern aus Kemnay aufgemauert. Rechts, entlang der Queen Street, läuft ein Seitenschiff entlang des Langschiffs. Sechs Strebepfeiler gliedern die Fassade vertikal. Ebenerdig sowie im Obergaden sind Zwillingsfenster eingelassen. In den nordostexponierten Giebel des Chors ist ein weites Maßwerk bestehend aus sieben Lanzettfenstern mit Bleiglas eingelassen. Es wurde aus der Vorgängerkirche aus dem 16. Jahrhundert übernommen. An der Südseite ist der Glockenturm dem Langschiff vorgelagert. Der hohe, dreigliedrige Turm bildet eine Landmarke in der Aberdeener Innenstadt. Er ist mit Strebepfeilern, schmalen Lanzettfenstern und gekuppelten Spitzbogenöffnungen ausgeführt. Von seinem flachen, mit Fialen ausgestalteten Dach ragt eine schlanke Spitze auf.